# Franz Karl von Kaunitz-Rietberg

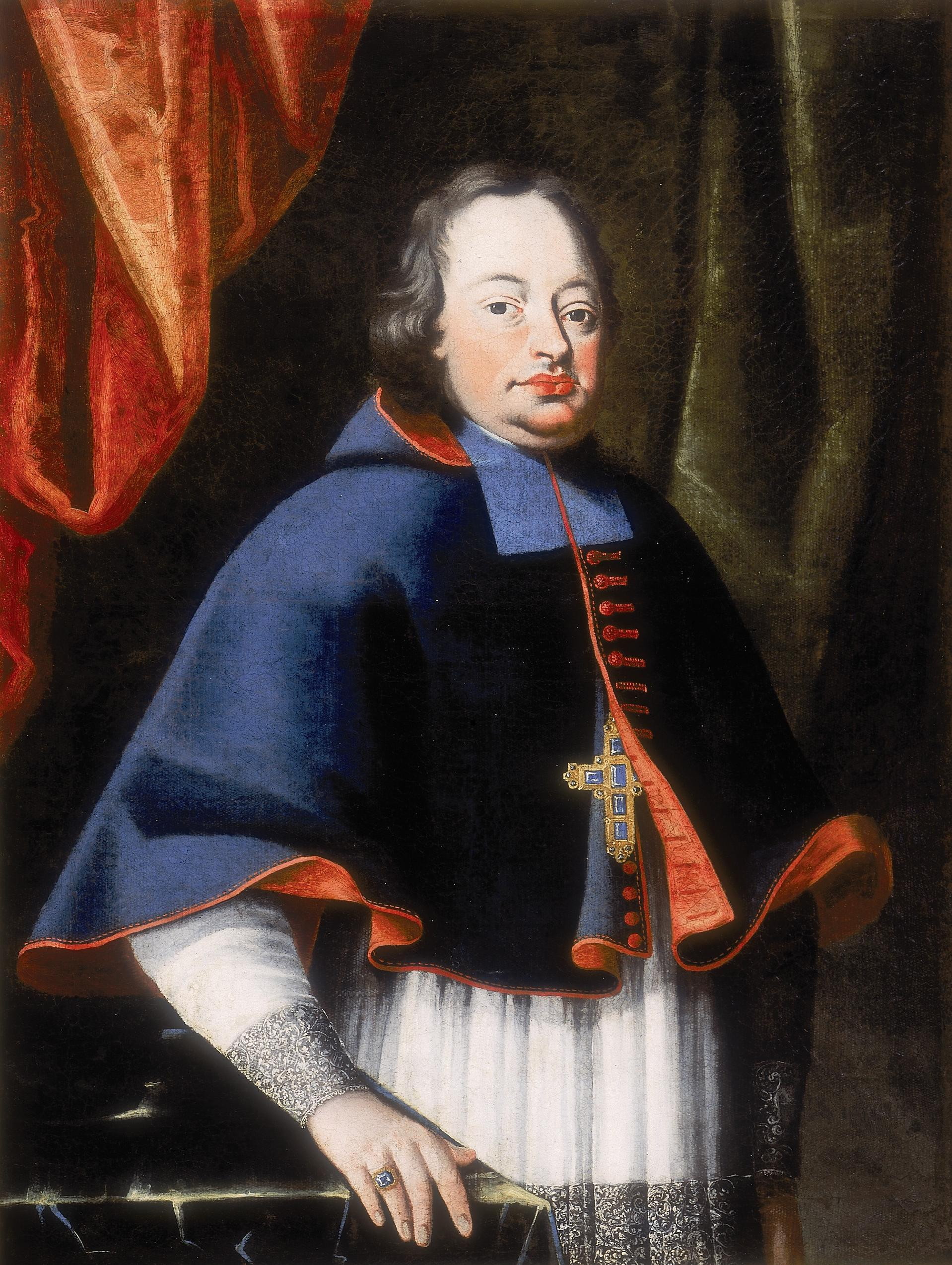
Franz Karl von Kaunitz-Rietberg

Franz Karl Josef Graf von Kaunitz–Rietberg (* 9. Dezember 1676; † 27. Dezember 1717 in Rom) war Bischof in Laibach und Domherr in mehreren Bistümern.

## Herkunft und Familie
Franz Karl Josef Graf von Kaunitz-Rietberg entstammte dem alten böhmischen Adelsgeschlecht Kaunitz, aus dem zahlreiche namhafte Persönlichkeiten hervorgegangen sind.
Er war der Sohn des Dominik Andreas I. von Kaunitz (1655–1705) und dessen Gemahlin Maria Eleonore von Sternberg. Sein Bruder Maximilian Ulrich hatte die Erbtochter Maria Ernestina Francisca Gräfin von Rietberg geheiratet, wodurch die Familie in den Besitz der Grafschaft Rietberg kam und in den Hochadel aufstieg.
Franz Karls Neffe Karl Joseph (1715–1737) war Domherr in mehreren Bistümern.
Sein Neffe Wenzel Anton war Staatskanzler von Österreich.

## Wirken
Über seine geistliche Laufbahn ist wenig bekannt. Er hatte promoviert und war Dr. Jur. Utr. im weltlichen Zivilrecht und im Kanonischen Recht. Im Jahre 1711 wurde Franz Karl zum Bischof von Laibach ernannt.
Er war außerdem Domherr in Passau, Olmütz und Salzburg sowie Auditor der Römischen Rota. Er bekleidete auch das Amt des Rektors der Deutschen Katholischen Nationalkirche in Rom.